# Ballada o doblestnom rycare Ajvengo
Ballada o doblestnom rycare Ajvengo (Баллада о доблестном рыцаре Айвенго) è un film del 1982 diretto da Sergej Sergeevič Tarasov.

## Trama
Il film racconta del cavaliere Ivanhoe, che torna da una crociata e cerca di ripristinare il suo onore, i diritti sulla sua eredità e sposare la sua ragazza.